# 羅凱瑩
羅凱瑩（英語：Viviana，1988年2月19日—），澳門人，憑藉歌曲《When I fall in love》获得《第八屆至愛新聽力頒獎禮》《至愛歌曲》及《最佳新聲》獎，於2015年榮獲《華語金曲獎優秀新人獎》。

## 入行經歷
羅凱瑩曾獲《第一屆音樂無界限全澳青少年流行歌曲歌唱大賽》、《第四屆全澳青少年新秀歌唱創作大賽》。正式出道成為歌手後，羅凱瑩繼續參與娛樂音樂界別的多个歌唱比賽，例如《中國好聲音》澳門區海選，進入十五強。除了唱歌和參與歌唱比賽，羅凱瑩亦有出演戲劇，參與了《除夕倒數主題微電影 – 三盞燈友情篇》，另外亦參與舞台劇演出《芝麻高高歌劇團》。

## 歌曲[5]
狼與羊 (主唱：羅凱瑩曲/編/監：潘君堡@Chessman 詞：龍世傑@Chessman)
茶花女 (曲/編/監：潘君保@Chessman 詞：龍世傑@Chessman )
邦女郎 (主唱：羅凱瑩 曲/編/監：蘇耀光@Chessman  詞：龍世傑@Chessman )
初試啼聲 (主唱：羅凱瑩 曲/詞：龍世傑@chessman 編/監：潘君堡@chessman)
幸福未來 (主唱：羅凱瑩 曲/編/監：潘君堡@Chessman 詞：龍世傑@Chessman)
透明 (主唱：羅凱瑩 曲/編: 蘇耀光@Chessman 詞: 言永若@Chessman)
Goodnight Baby (主唱：羅凱瑩 曲 / 編：蘇耀光 詞：龍世傑)
When I fall in love (主唱：羅凱瑩 曲 / 詞 / 編 / 監：蘇耀光)
爽約 (主唱：羅凱瑩 曲/編/監：蘇耀光@Chessman 詞：龍世傑@Chessman)
All I want from you (主唱：羅凱瑩

## 個人音樂專輯[6]
| 專輯 | 專輯名稱 | 專輯類型 | 發行日期      | 發行商               | 曲目 |
| 1st  | 幸福未來 | EP       | 2016年2月14日 | 棋人娛樂製作有限公司 | 曲目 CD 1. 幸福未來 2. 爽約 3. 茶花女 4. All I want from you (英) 5. 初試啼聲 6. Goodnight Baby 7. 透明 8. 邦女郎 9. 狼與羊 10. When I Fall in Love 11. 愛情元素 |

## 獎項
- 2010年 第八屆澳廣視至愛新聽力 -至愛歌曲獎《 When I fall in love 》  主唱[7]
- 2011年 第九屆澳廣視至愛新聽力 - 至愛歌曲獎《 Goodnight Baby 》主唱
- 2012年 第十屆澳廣視至愛新聽力 - 最佳新聲獎《 When I fall in love 》  主唱
- 2014年 MACA原創音樂歌曲比賽 - 8強《爽約》主唱
- 2015年 MACA原創音樂歌曲比賽 – 冠軍 《 All I Want From You 》主唱

## 舞台劇
- 2012年 《芝麻GOGO歌劇團》[4]